# Armeens‐Nederlandse betrekkingen
De Armeens-Nederlandse betrekkingen zijn de internationale betrekkingen tussen het huidige Armenië en Nederland. De betrekkingen gaan terug tot 1991, toen Armenië onafhankelijk werd nat het uiteenvallen van de Sovjet-Unie. Beide landen zijn lid van de Raad van Europa. Armenië heeft een ambassade in Den Haag en Nederland heeft een ambassade in Jerevan. Nederland staat achter het toetredingsproces van Armenië tot de Europese Unie.

## Erkenning van de Armeense genocide
Nederland erkende de Armeense genocide in 2004.

## Diplomatie
| Van de Armenië Republiek - Den Haag (ambassade) |  | Van het Koninkrijk der Nederlanden - Jerevan (ambassade) |